# Grebeni
Grebeni su mala skupina 11 otočića - hridi koji se nalaze u blizini poluotoka Lapada, dijela Dubrovnika, na kojima je smješten istoimeni svjetionik.  Postoje tri otočića: Greben, Kantenari i Vješala dok se malo istočnije nalazi hrid Jabuka. U morfološkom pogledu ti su otočići ostatci grebena koji je tvorio cjelinu s poluotokom Lapadom i otocima ispred Dubrovnika. Ove hridi spadaju u skupinu Elafita.
Godine 1872. na otoku Greben je podignut svjetionik "Hridi Grebeni" koji radi i danas.

## Vanjske poveznice
- http://www.casopis-gradjevinar.hr/dokumenti/200010/7.pdf  Arhivirana inačica izvorne stranice od 13. prosinca 2007. (Wayback Machine)